# La madre
La madre és un curtmetratge espanyol dirigit el 1995 per Miguel Bardem, qui va comptar com a protagonistes a la seva tia Pilar Bardem i al seu cosí Javier Bardem. Va guanyar el goya al millor curtmetratge de ficció de 1995.

## Argument
Narra la història d'una dona absorbent i autoritària, que manté una relació possessiva relació amb el seu fill, cosa que produeix en ell desitjos obsessius desitjos d'assassinar-la que finalment li fan perdre la raó.

## Repartiment
- Pilar Bardem
- Javier Bardem
- Alicia Agut
- Ramón Barea
- Jesús Castejón
- David Pinilla
- Alex Lamor
- Ricardo Franco
- Antonio Hernández